# Franklinova expedice

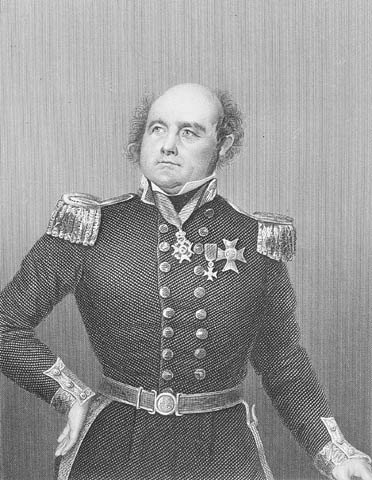
Kapitán John Franklin

Franklinova expedice byla britská námořní expedice pod vedením zkušeného kapitána Johna Franklina s cílem najít Severozápadní průjezd – tedy možnost obeplout Ameriku od severu, a proplout tak mezi Kanadskými arktickými ostrovy z Atlantiku do Pacifiku. Expedice čítající celkem 129 mužů vyplula v roce 1845 s dvěma loděmi – HMS Erebus a HMS Terror, a skončila tragicky – nikdo z posádky nepřežil. Pátrání po osudu lodí a jejich posádek pokračují s přestávkami už od roku 1848. Informace o expedici se objevovaly postupně, nicméně přesné zmapování toho, co se stalo, stále zůstává záhadou. Hlavním důvodem je absence zásadních písemných pramenů přímo od členů posádky. To málo, co napsala a podařilo se najít, je informačně chudé, zmatené a sdělující nepodstatné věci.

## Pozadí expedice
V roce 1804 se Sir John Barrow stal druhým tajemníkem britské admirality. V roce 1845, kdy mu bylo již 82 let, nařídil vyslání expedice na objevení severozápadního průjezdu, které by bylo pro Británii politicky velmi výhodné. Když vybíral kapitána této expedice, rozhodoval se například mezi Williamem Parrym, Jamesem Rossem, Jamesem Fitzjamesem (nakonec velitelem HMS Erebus) nebo Francisem Crozierem (nakonec velitelem HMS Terror). Část z nich nemohla nebo byla vyřazena z jiných důvodů (mládí, irský původ). Nakonec padla volba na Johna Franklina, zkušeného mořeplavce a bývalého guvernéra Tasmánie.
Jako lodě expedice byly vybrány 378 tunový Erebus a 331 tunový Terror. Jednalo se původně o válečné lodě, které již byly na jiných průzkumných expedicích. Postupně prošly důležitými inovacemi. Byly vybaveny parním pohonem s lodními šrouby a dokázaly vyvinout rychlost až 7,4 km/h. Dodatečné vybavení expedice představovaly například přídě vyztužené pevnými nosníky a pláty železa. Dále pak vnitřní topné zařízení na páru, přes jeden tisíc knih a hlavně tříletá zásoba jídla. Část jídla byla zakonzervována klasicky (např. nasolením), část v plechových konzervách, uzavřených olovnatou pájkou. Zakonzervované byly nejrůznější druhy jídel, třeba přes 4 tuny citronové šťávy, brambory, pudinky, maso atd. Důležitou novinkou bylo destilační zařízení sloužící výrobě sladké vody (primárně pro parní stroj, který spotřeboval asi 1 tunu sladké vody za hodinu) z vody mořské. Některá potrubí destilačního zařízení byla vyrobena z olova.

## Ztráta

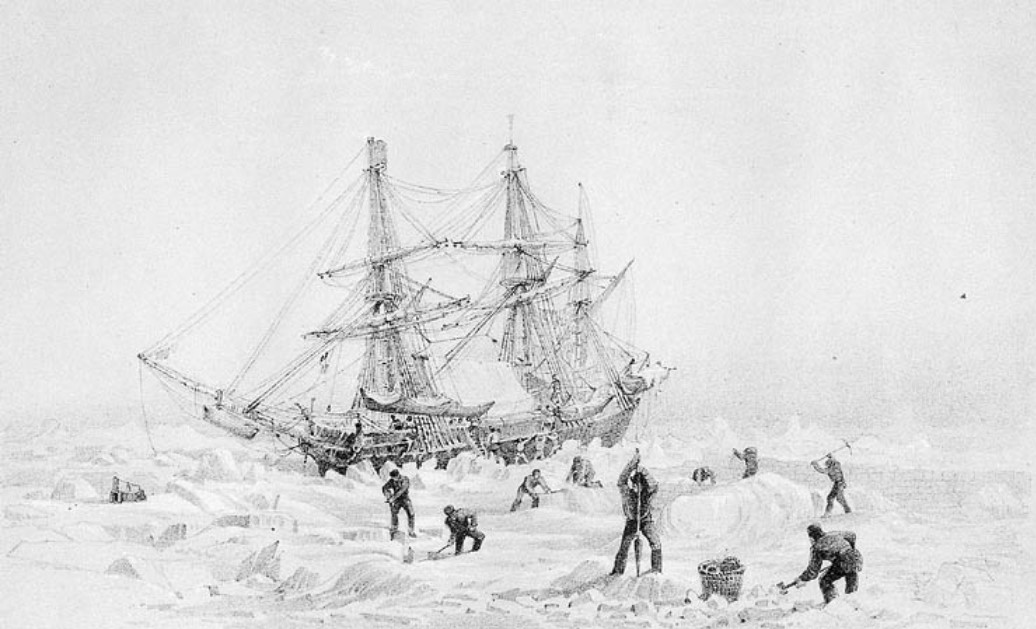
Loď HMS Terror

Expedice vyplula z anglického Greenhithu 19. května 1845 s posádkou čítající 24 důstojníků a 110 námořníků. Přes Atlantik je doprovázely podpůrná plavidla HMS Rattler a Barretto Junior. První delší zastávka byla v Grónsku. V grónské zátoce Disko bylo poraženo 10 volů z podpůrné lodi pro čerstvé maso. Zásoby byly předány do Erebusu a Terroru a posádka poslala poslední dopisy domů. V dopisech manželkám často stály stížnosti námořníků na Franklinův zákaz klení a opíjení se. Ještě před odplutím bylo propuštěno a posláno zpět v lodích HMS Rattler a Barretto Junior 5 mužů. Tím se finální počet Franklinovy expedice dostává na 129. Expedice byla naposledy spatřena Evropanem v červnu 1845, kdy se kapitán Dannett a kapitán Martin setkali s expedicí v Baffinově zálivu při čekání na vhodné podmínky pro plavbu dál směrem na Lancasterský průliv. V tuto chvíli z posádky stále plál horečný optimismus, Franklin prý Martinovi řekl, že mají zásoby na pět let.
Během následujících 150 let se budou další expedice, cestovatelé a vědci snažit zjistit, co se s posádkou stalo dál. Franklinovi muži přezimovali na Beecheyho ostrově. Během přezimování zahynuli a následně byli pohřbeni tři členové posádky – hlavní topič John Torrington, námořníci John Hartnell a William Brian. Na Beecheyho ostrově byla nalezena spousta důkazů po přezimování posádky: základy staveb, sudy sloužící k umývání i pyramida z prázdných konzerv naplněná štěrkem (její význam je neznámý). Nejzvláštnější na celém přezimování je fakt, že posádka po sobě nezanechala, navzdory přímému nařízení Britské admirality a navzdory dlouho zaběhlým zvyklostem mezi námořnickými výpravami, ani jednu písemnou zprávu o vylodění. Při jiných výpravách byl běžný i zápis o krátkém vylodění u kamenné mohyly obsahující minimálně jméno výpravy a důvod jejího zastavení.
Terror a Erebus se v září 1846 zasekly v ledovém příkrovu u Ostrova krále Viléma a odtud se už nedostaly. Zde expedice přezimovala dvě zimy. Zemřela zde velká část posádky, včetně jejího velitele Johna Franklina. Zbytek posádky se vydal pěšky směrem k řece The Back River na kanadském území. Všichni zemřeli někde po cestě, stovky kilometrů od západní civilizace.

## Pátrací expedice

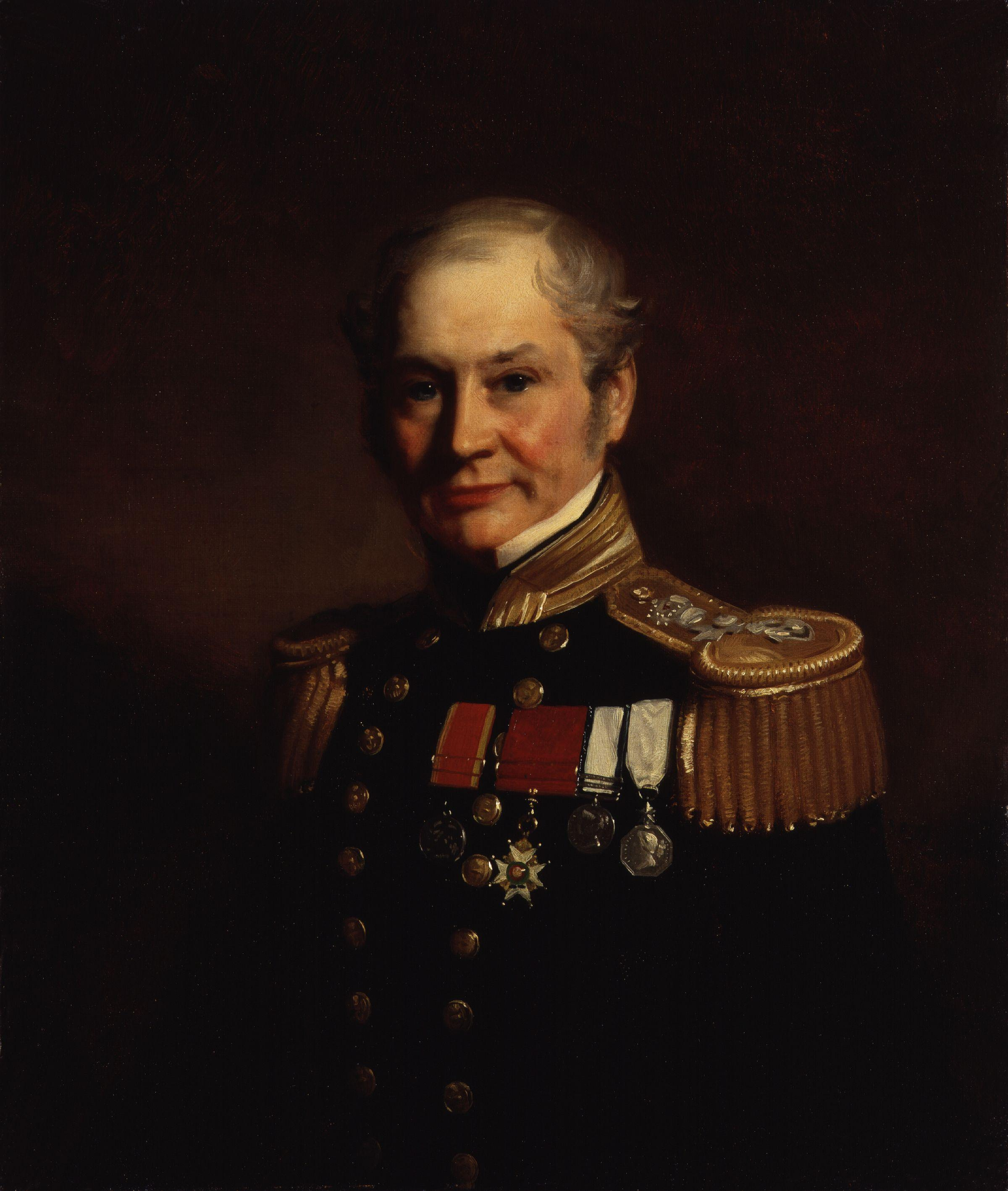
Sir Edward Belcher

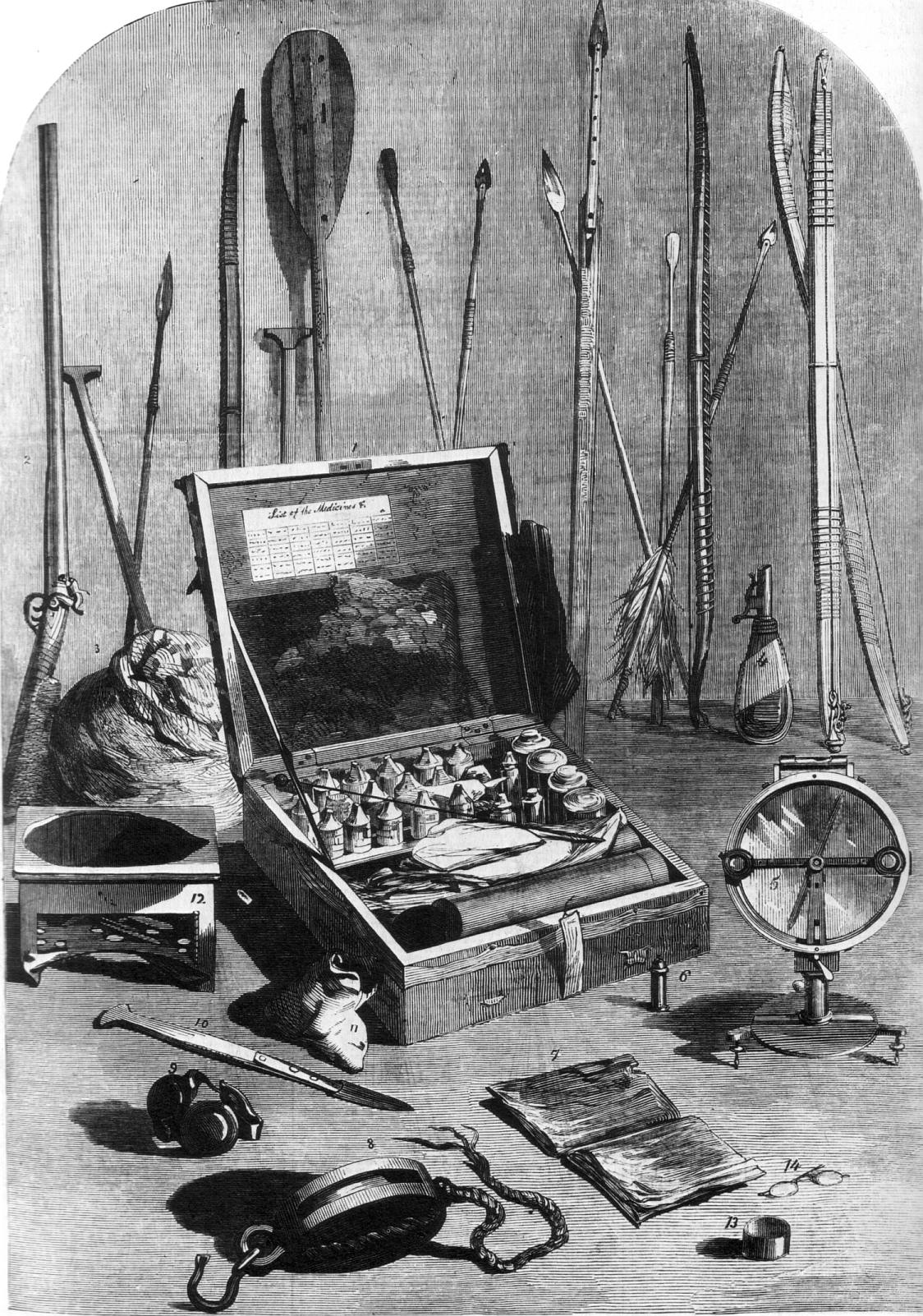
Pozůstatky po Franklinově expedici nalezení McClintockem

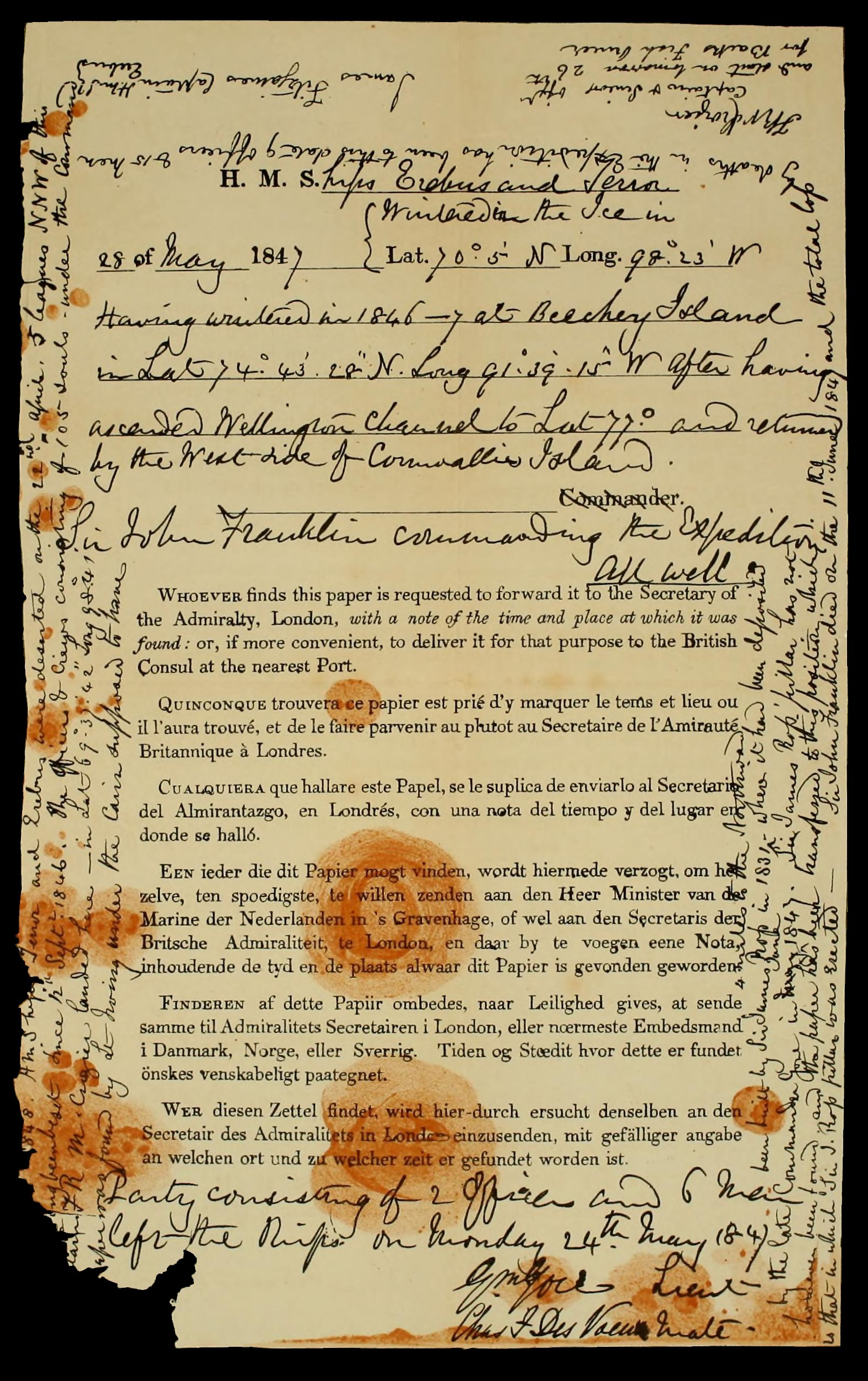
Nalezený zápis z výpravy

### První záchranné expedice
Po dvouleté odmlce ze strany Franklinovy expedice se začala veřejnost stále více zajímat o to, co se stalo. Novináři, členové parlamentu a Jane Franklinová, manželka velitele výpravy, urgentně požadovali u britské admirality vyslání záchranné expedice. Bylo jim vyhověno – Británie měla zájem o záchranu elitní expedice, při jejím totálním selhání by velmi utrpělo britské renomé. Sir John Richardson a John Rae vyrazili po řece Mackenzie. Dále byly vyslány další dvě expedice. Jedna vstoupila do Kanadského arktického souostroví přes Lancasterský průliv, druhá z Pacifiku. Kromě toho Britská admiralita vypsala odměnu 20 000£ (přepočítáno na dnešní dobu šlo o 58 350 956 českých korun) pro „jakoukoli stranu nebo strany, z jakékoli země, která poskytne pomoc posádce objevitelských lodí pod vedením Sira Johna Franklina“. Do pátrání se postupně zapojilo velmi mnoho lodí a expedic.
Velký boom v pátrání nastal v roce 1850, kdy po Franklinově expedici pátralo celkem 13 lodí (11 britských a 2 americké). Téhož roku byly nalezeny již zmíněné tři hroby členů posádky, kteří nepřežili první přezimování. Stále nebyly objeveny žádné zprávy. V roce 1854 se vydal Edward Belcher s celkem pěti loděmi na svojí záchrannou expedici. Nešťastnou shodou náhod musel své čtyři lodě nechat zamrzlé.
Britská admiralita nakonec pátrání ukončila a formálně vyškrtla všechny členy expedice jako padlé ve službě vlasti.

### John Rae
Pátraní ale neskončilo. Do Kanadského arktického souostroví zamířil znovu John Rae, skotský lékař, a ten se přímo setkal s Eskymáky a získal od nich kromě šokujících informací i různé předměty, které patřily Franklinové expedici, například talíř s nápisem „Sir John Franklin K C H“. Eskymáci mu sdělili, že před čtyřmi roky (Eskymácké počítání let je jiné než evropské) viděli skupinu asi 40 bílých mužů na Ostrově krále Viléma. Později Eskymáci nalezli 30 dalších těl na kanadském území a z obsahu jejich kotlíku bylo prý zřejmé, že kvůli hladu museli sáhnout po kanibalismu. V Británii zpráva nepůsobila moc věrohodně, a byla veřejností velmi odsuzována. Přesto se Britská admiralita rozhodla vyslat ještě jednu expedici, tentokrát s cílem kontaktovat Eskymáky. Když se vrátila, tak jen potvrdila Raeovo tvrzení. Tímto vláda definitivně skončila s jakýmkoli pátráním.

### McClintock a W. Hobson
Jane Franklinová ze svých nákladů a z veřejných sbírek vyslala další pátrací akci pod vedením McClintocka. Ten našel v náprsní kapse jedné z mrtvol dvě velmi zvláštní až zmatené zprávy, které byly napsány pozpátku. Nazývají se Peglar Papers a jsou z velké části nečitelné. A to co čitelné je, působí vágně a bez kontextu – „brekfest to be short rations ... whose is this coffee ... the Terror camp clear“ (k snídani budou menší příděly, čí to je kafe, tábor Terroru je prázdný). 

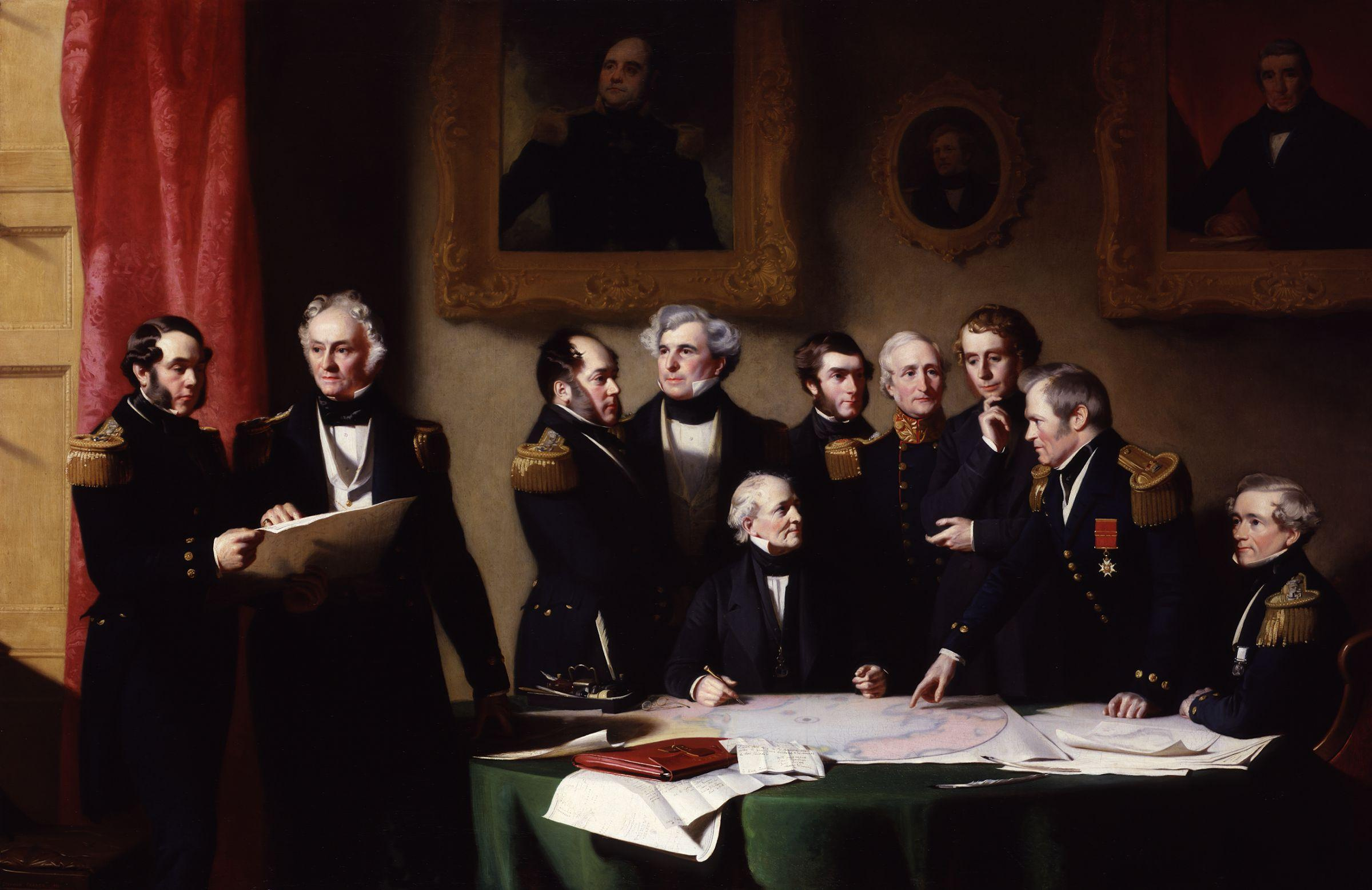
Obraz Arktická rada plánuje hledání sira Johna Franklina (anglicky The Arctic Council planning a search for Sir John Franklin) od Stephena Pearce z roku 1851. Zleva: George Back, William Parry, Edward Joseph Bird, James Clark Ross, Francis Beaufort (sedící), John Barrow, Edward Sabine, William Baillie Hamilton, John Richardson a Frederick William Beechey

V dubnu 1859 odplul k Ostrovu krále Viléma William Hobson. Ten zde nalezl spoustu artefaktů a především první písemnou zprávu z expedice. Zpráva byla rozdělena na dvě části. První část zní takto:
| „ | Lodě Jejího Veličenstva Erebus a Terror přezimovaly v ledu v zeměpisné šířce 70° 5' s. š. a délce 98° 23' z. d. Přezimování 1846–47 na Beecheyho ostrově v zeměpisné šířce 74° 43' 28" s. š. a délce 91° 39' 15" z. d. po proplutí Wellingtonovým kanálem po zeměpisnou šířku 77 ° a návratu po západní straně Cornwallisova ostrova. Sir John Franklin velí expedici. Vše v pořádku. Oddíl sestávající z 2 důstojníků a 6 mužů opustil lodě v pondělí 24. května 1847.—Gm. Gore, por., Chas. F. DesVoeux, poddůstojník | “ |

V tomto zápisu je jedna faktická nepřesnost. Lodě na Beecheyho ostrově přezimovaly v zimě 1845/46, ne v zimě 1846/47. Zpráva byla vložena do měděného tubusu. Nicméně o téměř rok později byla vyjmuta a bylo k ní připsáno následující:
| „ | 25. dubna 1848 Lodě Jejího Veličenstva Terror and Erebus byly opuštěny 22. dubna 5 leguí SSZ od tohoto místa jsouce uvězněny od 12. září 1846. Důstojníci a posádka sestávající ze 105 duší pod velením kapitána F. R. M. Croziera přistáli zde - na šířce 69°37'42" délce 98°41' Tento dokument byl nalezen poručíkem Irvingem pod mohylou, o níž se předpokládá, že ji postavil Sir James Ross v roce 1831 — 4 míle severně — kde byl uložen zesnulým fregatním kapitánem Gorem v červnu [slovo "květnu" je škrtnuto a změněno na "červnu"] 1847. Sloup Sira Jamese Rosse však nebyl nalezen a dokument byl přenesen do této pozice, která je tou, kde byl vztyčen sloup Sira J. Rosse — Sir John Franklin zemřel 11. června 1847 a celkové ztráty úmrtími v této expedici jsou k tomuto datu 9 důstojníků a 15 mužů.—James Fitzjames kapitán HMS Erebus F. R. M. Crozier kapitán & starší důstojník. A vyrážíme zítra 26. k Backově rybí řece. | “ |

Ze svědectví Eskymáků (které bylo doplněno i o McClintockova) by se dal sestavit další osud výpravy. Ta se vydala pod vedením Francise Croziera a Jamese Fitzjamese směrem na jih. Trasa byla ale nad jejich fyzické možnosti, navíc s sebou táhli těžké naložené čluny. První padlé ještě pohřbívali, další už jen nechali ležet ve sněhu. Některé mrtvé tahali nařezané, zřejmě jako zdroj potravy. Někteří muži se pak ještě vrátili na loď Erebus, s níž se dostali asi o 160 km jižněji, než zanechali Terror. Všichni ale postupně pomřeli.

### Příčiny úmrtí
Od 80. let 20. století byly zkoumány nalezené ostatky mužů pohřbených na Beecheyho ostrově, kosti a další artefakty zanechané posádkou na různých místech. Tři muži z Beecheyho ostrova sice měli v těle výrazně zvýšenou hladinu olova, nikoliv však tak, aby je to zabilo. Jejich plíce byly značně patologicky poškozené a příčinou smrti tak nejspíše byl zápal plic či tuberkulóza. V kostech ostatních mužů posádky byla rovněž objevena zvýšená hladina olova. Navíc se na nich nalezly řezné stopy, které poukazují na kanibalismus. Důvodem hladovění mohlo být nekvalitní jídlo z nedostatečně uzavřených konzerv, které se zkazilo. Předpokládá se, že muže postupně zabíjela kombinace těchto faktorů – nemoci (zápal plic, tuberkulóza, kurděje, Addisonova choroba), nedostatek kvalitního jídla a chlad. Chronická, nikoliv však sama o sobě smrtelná otrava olovem, získaná zřejmě z destilačního zařízení či méně pravděpodobně z konzerv (stejné konzervy byly v té době užívány i na jiných lodích bez problémů), vše jen zhoršovala. Poslední zbytky zesláblých a ne zcela při smyslech jsoucích mužů se v závěru svého života uchýlily i ke kanibalismu, což jim však život nezachránilo. Nicméně stále jde o pouhé učené spekulace, k přesnějšímu určení příčiny tolika úmrtí chybějí důkazy.

### HMS TerroraHMS Erebus

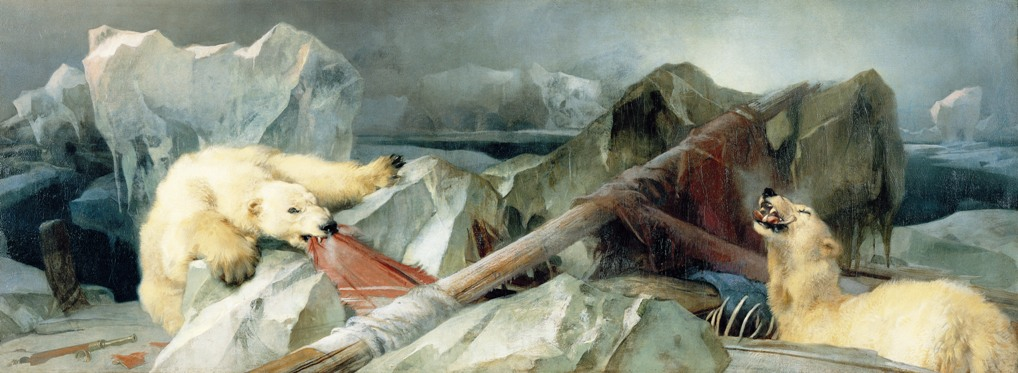
Obraz Člověk míní, Bůh mění (anglicky Man Proposes, God Disposes) Edwina Landseera z roku 1864. Autor se inspiroval osudem ztracené Franklinovy expedice.

V září 2014 byla kanadským týmem vědců objevena pouhých 11 metrů pod mořskou hladinou loď HMS Erebus. O dva roky později, tedy v září 2016 byl objeven i vrak lodi HMS Terror. Ten se nacházel 100 km jižněji, než vědci předpokládali.

## V populární kultuře
Americký autor Dan Simmons vydal v roce 2007 hororový román Terror (anglicky The Terror). Kniha byla v roce 2018 ztvárněna jako seriál pod názvem The Terror pro televizi AMC. Samotného Johna Franklina si zahrál irský herec Ciarán Hinds.